# 南美深站

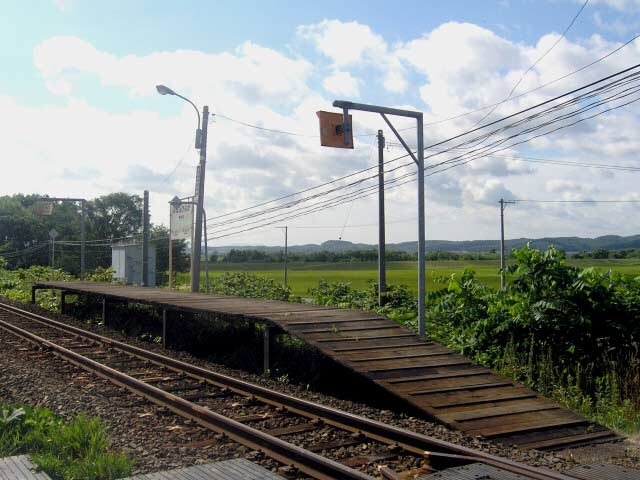
車站月台（攝於2004年8月）

南美深站（日语：／ Minami-bifuka eki */?）曾是屬於北海道旅客鐵道宗谷本線的鐵路車站，位於北海道中川郡美深町字美深。車站編碼為W53，電報略號為ミカ。本站已於2021年3月遭到廢站。而本站因位於美深站的南方，因此以「南美深」作為站名。

## 車站構造
本站在廢站前為擁有1面1線，並配置木造甲板式的側式月台的無人站。車站北面入口對出設有木造候車室，入口處掛著「南美深候車室」的牌匾。站內沒有設置洗手間。

## 車站周邊
本站周圍主要為農田和數間房屋。
- 國道40號
- 名寄美深道路（日语：名寄美深道路）美深IC（日语：美深インターチェンジ）
- 名士巴士（日语：名士バス）「美深3線」巴士站 - 徒步行走10分鐘。

## 歷史
- 1956年7月1日：日本國有鐵道之南美深臨時停靠站啟用。開始乘客處理服務。
- 1959年11月1日：車站升級為南美深站。
- 1987年4月1日：正式民營化並進行分割，車站劃歸由JR北海道繼承。
- 2021年3月13日：隨時間表改正，車站被廢除[1][2]。

## 相鄰車站
北海道旅客鐵道（JR北海道）
■宗谷本線（廢站前）
（※）智北（W52）－（※）南美深（W53）－美深（W54）
（※）一部分列車通過此站、智北站。

## 外部連結
- （日語）JR北海道 – 南美深站（页面存档备份，存于）
- （日語）全驛參觀之旅（页面存档备份，存于）